# Vendiamorpha
Classe
Familles de rang inférieur
- † Vendiidae Ivantsov (dénomination préliminaire) en remplacement de Vendomiidae Keller, 1976

Les Vendiamorpha (vendiamorphes en français) forment une classe éteinte d'animaux marins primitifs à symétrie bilatérale, caractérisés par un corps arrondi ou ovale, segmenté avec des segments arqués vers l'arrière et le segment antérieur sensiblement plus large,,,.
Ils sont connus en Russie et en Australie où ils ont vécu durant l'Édiacarien, c'est-à-dire il y a environ entre 635 et 540 Ma (millions d'années).

## Familles, genres et espèces
Les Vendiamorpha n'incluent qu'une seule famille : les Vendiidae (initialement nommés Vendomiidae).
Trois genres dont deux monospécifiques, tous découverts près de la mer Blanche dans la région d'Arkhangelsk, sont rattachés à cette famille :
- † Vendia sokolovi ;
- † Vendia rachiata ;
- † Paravendia janae ;
- † Kharakhtia nessovi.

Fossilworks indique que la famille des Yorgiidae Ivantsov, 2001 pourrait leur être rattachée, tandis qu'Ivantsov les inclut dans la classe des Cephalozoa .